# Neurosciences contemplatives
 (octobre 2018).
Si vous disposez d'ouvrages ou d'articles de référence ou si vous connaissez des sites web de qualité traitant du thème abordé ici, merci de compléter l'article en donnant les références utiles à sa vérifiabilité et en les liant à la section « Notes et références ».

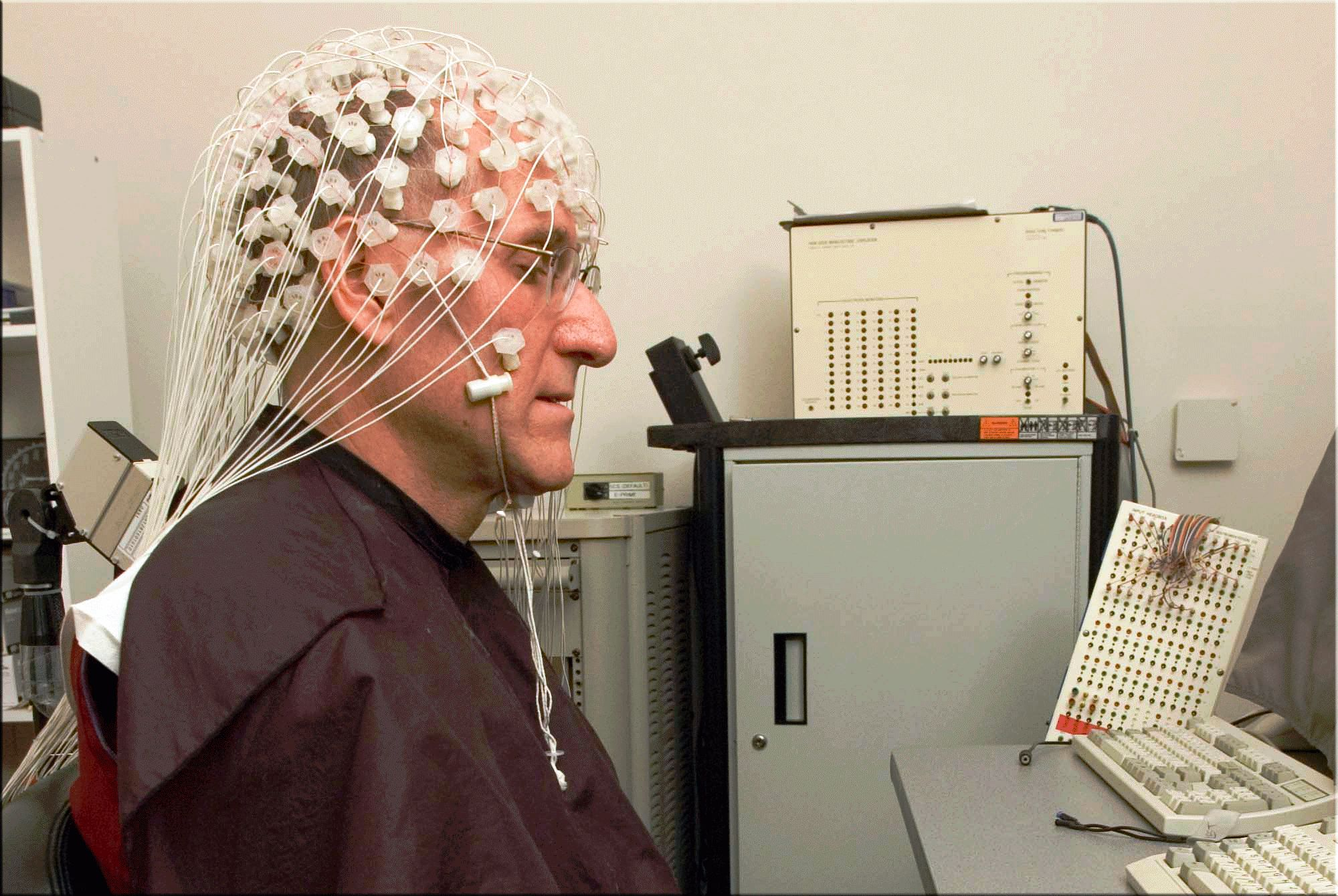
Barry Kerzin, participe à une étude de neurosciences contemplatives pour le Mind and Life Institute utilisant l'EEG sur des experts en méditation.

Les neurosciences contemplatives forment un domaine multidisciplinaire émergent, plus ou moins en chevauchement[pas clair] avec l'étude des mécanismes neuronaux de la méditation de pleine conscience. Les neurosciences contemplatives puisent dans la neurologie, la physiologie, l'épigénétique et les manifestations ou les conséquences d'un état d'esprit qui est en même temps méditatif/attentif et compatissant/calme et désintéressé/altruiste bien que corporellement conscient. Ainsi, les chercheurs aspirent à englober tous les traits significatifs du terme bouddhiste « pleine conscience », en quelque sorte en se distançant de différentes interprétations modernes de ce terme.

## Histoire

### 1970-1980
Dans les expériences d'Arthur J. Deikman (en) sur la méditation, les sujets observent un vase bleu, essayant de ne pas penser ou ressentir leur propre corps, etc. Dans cet âge précoce des neurosciences contemplatives, B. Alan Wallace, Richard Davidson, Daniel Goleman, ont également commencé leur travail dans ce champ d'étude. Sans aucune technique de neuro-imagerie disponible, les chercheurs ont observé et mesuré les paramètres physiologiques tels que la consommation d'oxygène, la résistance de la peau, les spectres EEG, etc., et les émotions, au moyen de questionnaires standard. Et ils ont étudié les descriptions bouddhistes et zen des états de conscience contemplatifs ou méditatifs. Les premières recherches ont commencé à distinguer des États modifiés de conscience et des changements à long terme dans les traits de caractère. 
Différents domaines ont convergé sur le sujet : la psychologie (y compris la psychologie transpersonnelle et l'étude des psychédéliques), la neurologie (et la médecine au sens large). En particulier, Jon Kabat-Zinn a étudié la réduction du stress et de la douleur chronique.
En Union soviétique Oleg Bachtiarov[Qui ?] a été mandaté par l'armée pour élaborer un moyen de réduire les erreurs de pilotes très stressés en situation de combat, menant plus tard à ses techniques de formation d'« empan attentionnel conscient large ».

### 2000
Dans les années 2000 une nouvelle ère dans les neurosciences contemplatives a surgi en raison du développement de nouveaux instruments d'enquête, comme l'IRMf et de nouveaux moyens de neurostimulation. Cette méthodologie a été utilisée dans la recherche scientifique effectuée dans des conditions de laboratoire dans plusieurs programmes lancés par le Mind and Life Institute (MLI), fondé en 1987 par le 14ème Dalaï Lama, Adam Engle (un entrepreneur social américain) et le neuroscientifique chilien, Francisco Varela.
Un tel programme a été lancé durant le premier dialogue public du MLI, tenu au MIT en 2003, intitulé « Étudier l'esprit ». Parmi les participants figuraient le 14e Dalaï Lama, le scientifique Daniel Kahneman, lauréat du prix Nobel d'économie, et Eric Lander, directeur du Centre pour la Recherche Génomique du MIT. Cette conférence, réalisée en présence de 1 200 scientifiques et contemplatifs, a marqué la naissance publique des neurosciences contemplatives aux États-Unis.
En 2004, le MLI a lancé son Mind and Life Summer Research Institute [MLSRI] au Garrison Institute (en) qui, pour la première fois, a présenté un programme sur les neurosciences contemplatives à des étudiants diplômés, post-doctorants, à la faculté des sciences. Le MLI a également lancé les bourses de recherche Francisco J. Varela, qui a fourni le financement de l'étude pilote visant à déterminer les applications sur une base concurrentielle. Ces deux programmes ont eu lieu chaque année depuis 2004.
En 2005, le MLI a tenu son deuxième dialogue public à Washington DC : « La science et les applications cliniques de la méditation », co-parrainé par l'université Johns-Hopkins et le Centre médical de Georgetown.
En avril 2012, le MLI a achevé sa stratégie visant à établir les nouveaux domaines des sciences contemplatives en initiant le Symposium International sur les Études Contemplatives à Denver. Ce colloque a été co-parrainé par plus de 20 organisations et a réuni plus de 1 000 personnes travaillant dans les champs de recherche des sciences et des études contemplatives. Ce programme a eu lieu à nouveau en 2014 à Boston et le 3e événement est prévu pour 2016 à San Diego.

## Défis
Malgré quelques résultats intéressants grâce aux larges applications de l'IRMf, les neurosciences contemplatives sont un territoire largement inexploré.
Les problèmes et directions potentiellement intéressants sont : étudier tous les liens avec l'éthique ; étudier l'expression génique induite ; trouver une alternative au double aveugle (puisque le double aveugle est impossible par définition ici) ; trouver des méthodes pour mesurer le calme mental, la gentillesse, l'attention, etc.